# Réseau routier de l'Indre

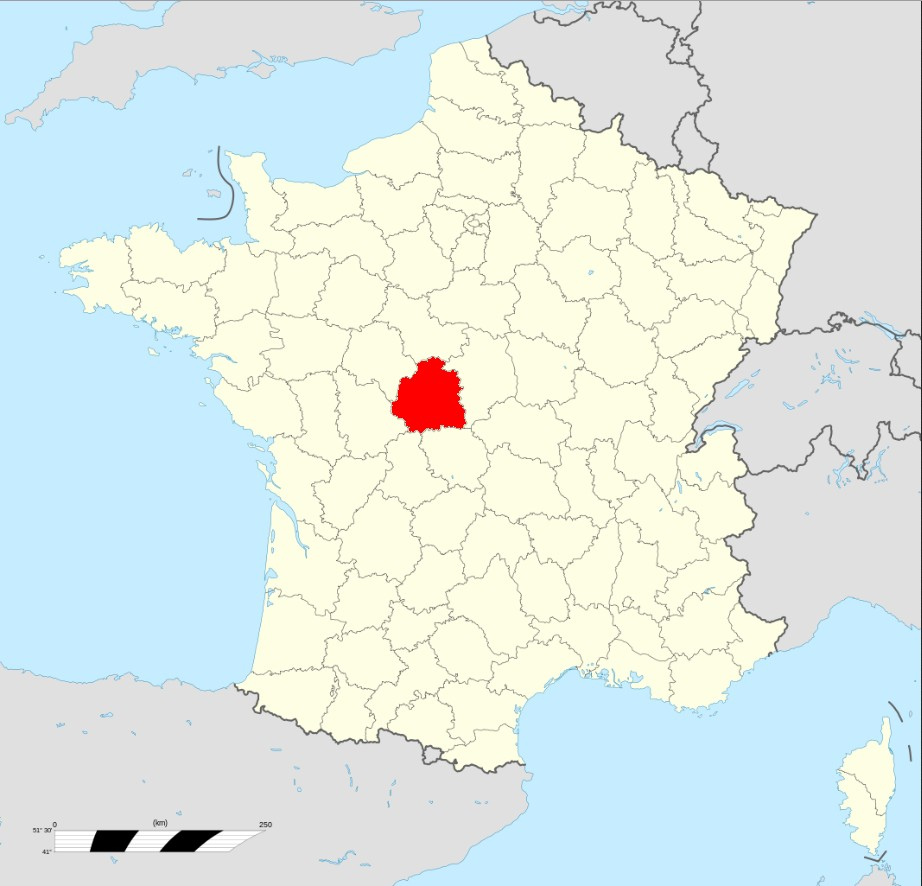
Le département de l'Indre en France.

Le réseau routier de l'Indre est le réseau routier français situé dans le département de l'Indre, en région Centre-Val de Loire.
Comme pour tout le réseau routier français il se divise en deux catégories : les routes principales (autoroutes et routes nationales) et les routes secondaires (routes départementales et routes communales).

## Histoire

### XVIIIesiècle
De 1750 à 1784, l’ensemble du réseau routier est pour la première fois cartographié à grande échelle (au 86400e) et de manière complète par Cassini de Thury, à la demande de Louis XV. Ces cartes sont d’une grande richesse toponymique, mais d’une grande pauvreté quant à la figuration du relief et de l’altimétrie. De même les chemins secondaires sont rarement représentés, du fait d’une part de leur état médiocre, d’autre part de leur faible importance économique,,,.

### XIXesiècle
En 1850, l’atlas national illustré réalisé par Victor Levasseur est un précieux témoignage du XIXe siècle, les cartes coloriées à la main sont entourées de gravures indiquant statistiques, notes historiques et illustrations caractéristiques des départements. Sur ces cartes sont représentées les routes, voies ferrées et voies d'eau. Par ailleurs, les départements sont divisés en arrondissements, cantons et communes.

### XXesiècle

#### Réforme de 1930
Devant l'état très dégradé du réseau routier au lendemain de la Première Guerre mondiale et l'explosion de l'industrie automobile, l'État, constatant l'incapacité des collectivités territoriales à remettre en état le réseau routier pour répondre aux attentes des usagers, décide d'en prendre en charge une partie. L'article 146 de la loi de finances du 16 avril 1930 prévoit ainsi le classement d'une longueur de l'ordre de 40 000 kilomètres de routes départementales dans le domaine public routier national.
En ce qui concerne le département de l'Indre, ce classement devient effectif à la suite du décret du 31 décembre 1931,.

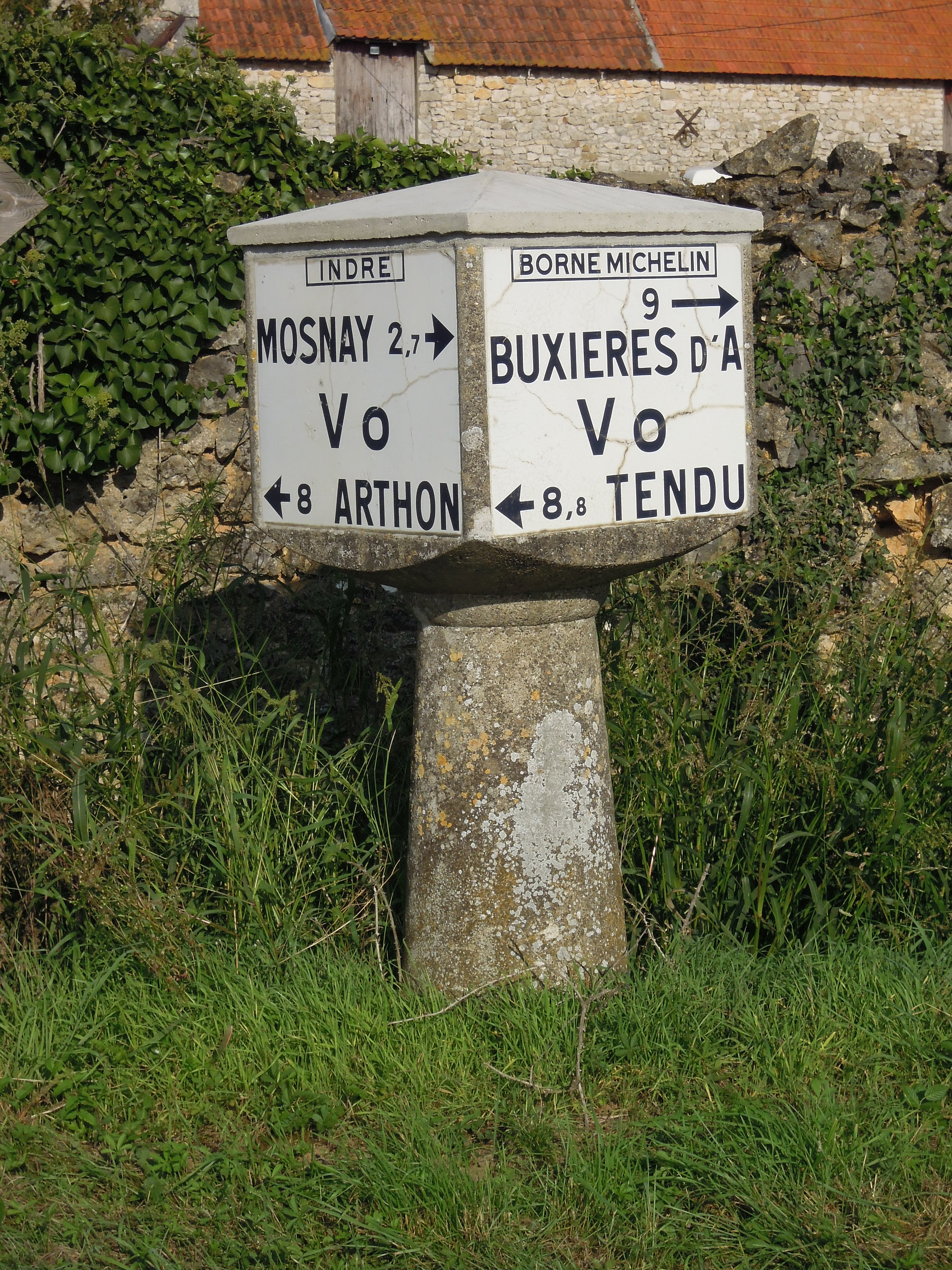
La borne Michelin au lieu-dit « Les Thomasses » à Mosnay en 2011.

#### Réforme de 1972
En 1972, un mouvement inverse est décidé par l'État. La loi de finances du 29 décembre 1971 prévoit le transfert dans la voirie départementale de près de 53 000 kilomètres de routes nationales. Le but poursuivi est :
- d'obtenir une meilleure responsabilité entre l'État et les collectivités locales en fonction de l'intérêt économique des différents réseaux ;
- de permettre à l'État de concentrer ses efforts sur les principales liaisons d'intérêt national ;
- d'accroître les responsabilités des assemblées départementales dans le sens de la décentralisation souhaitée par le gouvernement ;
- d'assurer une meilleure gestion et une meilleure programmation de l'ensemble des voies.

Le transfert s'est opéré par vagues et par l'intermédiaire de plusieurs décrets publiés au Journal officiel. Après concertation, la très grande majorité des départements a accepté le transfert qui s'est opéré dès 1972. En ce qui concerne le département de l'Indre, le transfert est acté avec un arrêté interministériel publié au journal officiel le 27 décembre 1972,.

### XXIesiècle

#### Réforme de 2005
Une nouvelle vague de transferts de routes nationales vers les départements intervient avec la loi du 13 août 2004 relative aux libertés et responsabilités locales, un des actes législatifs entrant dans le cadre des actes II de la décentralisation où un grand nombre de compétences de l'État ont été transférées aux collectivités locales. Dans le domaine des transports, certaines parties des routes nationales sont transférées aux départements et, pour une infime partie, aux communes (les routes n'assurant des liaisons d'intérêt départemental).
Le décret en Conseil d’État définissant le domaine routier national prévoit ainsi que l’État conserve la propriété de 8 000 kilomètres d’autoroutes concédées et de 11 800 kilomètres de routes nationales et autoroutes non concédées et qu'il cède aux départements un réseau de 18 000 kilomètres.
Dans le département de l'Indre, le transfert est décidé par arrêté préfectoral signé le 21 décembre 2005. 126 kilomètres de routes nationales sont déclassées. La longueur du réseau routier national dans le département passe ainsi de 163 kilomètres en 2004 à 45 en 2006 pendant que celle du réseau départemental s'accroît de 4 841 à 4 988 kilomètres.

Bornes départementales (E53a)
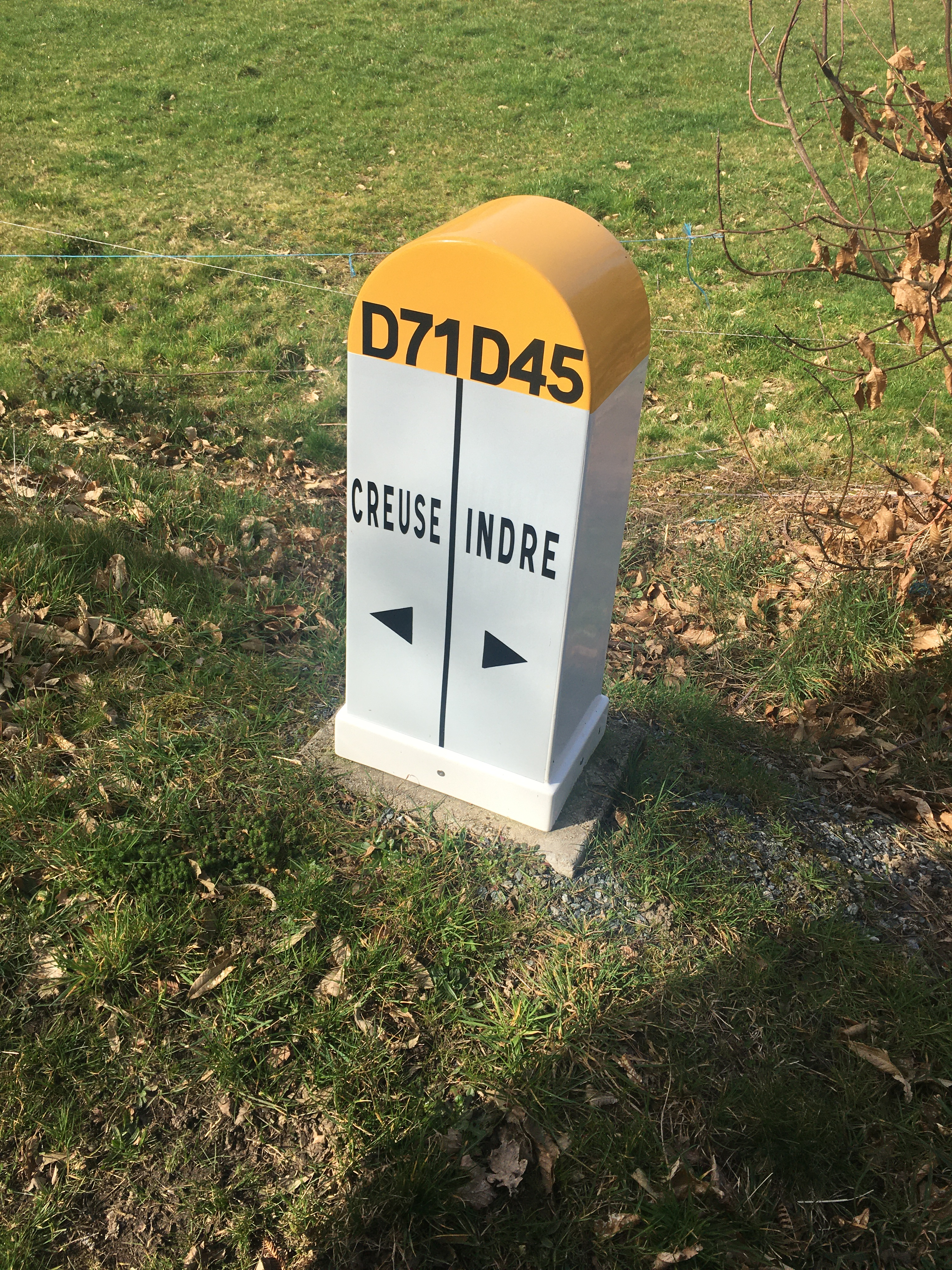
Creuse - Indre à Éguzon-Chantôme, en 2021.
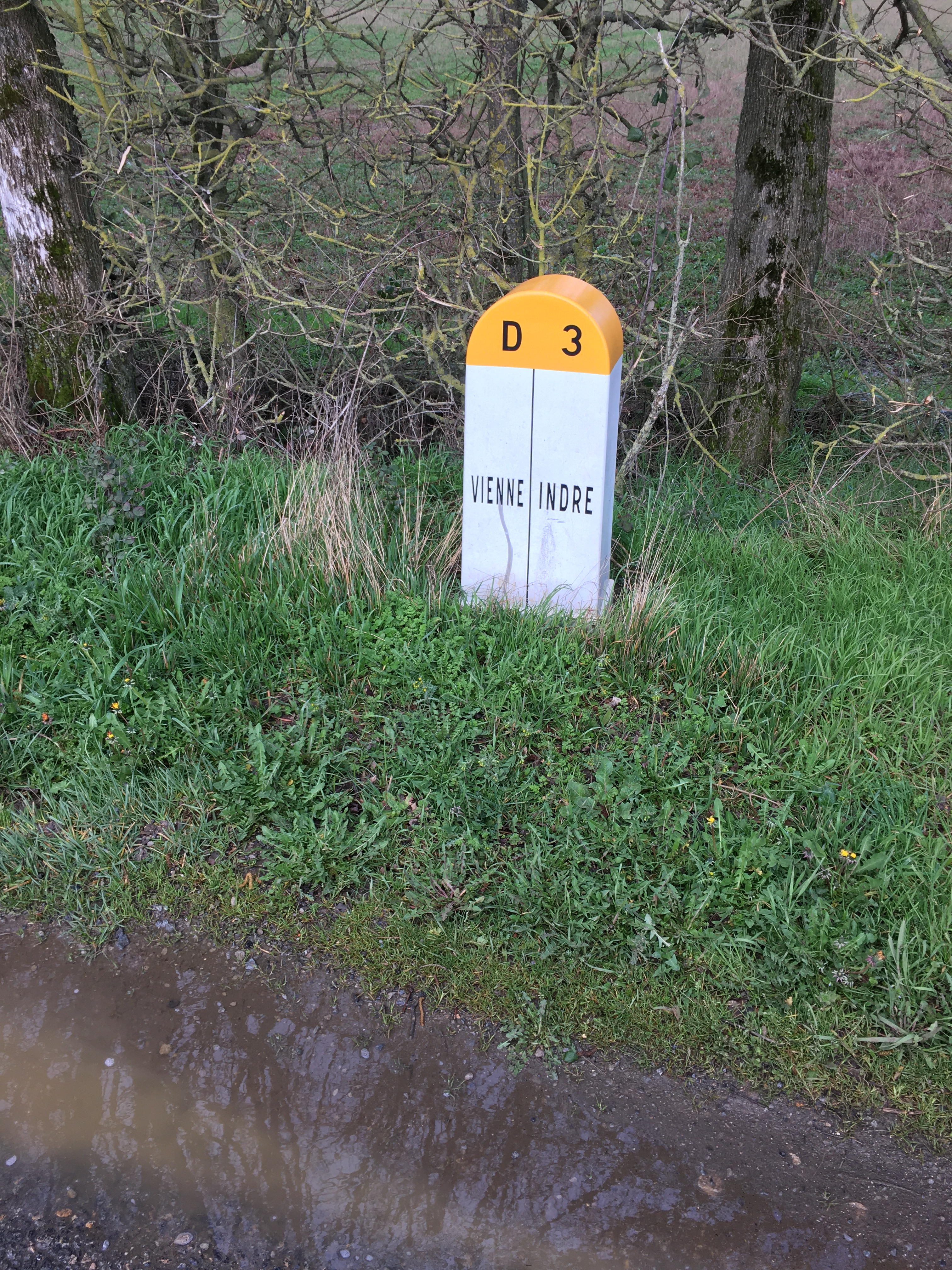
Vienne - Indre à Lurais, en 2020.

## Caractéristiques

### Consistance du réseau
Le réseau routier comprend cinq catégories de voies :
- les autoroutes et routes nationales appartenant au domaine public routier national et gérées par l'État[14] ;
- les routes départementales appartenant au domaine public routier départemental et gérées par le conseil départemental de l'Indre[15] ;
- les voies communales[16] et chemins ruraux[17] appartenant respectivement aux domaines public et privé des communes et gérées par les municipalités.

Au 31 décembre 2011, le réseau routier du département de l'Indre occupe ainsi le 51e rang au niveau national sur les 96 départements métropolitains quant à sa longueur et le 72e quant à sa densité avec 1,6 kilomètre par kilomètre carré de territoire,.
Trois grandes réformes ont contribué à faire évoluer notablement cette répartition en 1930, 1972 et 2005.
| Années | Autoroutes (en km) | Routes nationales (en km) | Routes départementales (en km) | Voies communales (en km) | Total (en km) |
| ------ | ------------------ | ------------------------- | ------------------------------ | ------------------------ | ------------- |
| 2002   | 97                 | 162                       | 4 835                          | 5 653                    | 10 747        |
| 2003   | 97                 | 162                       | 4 830                          | 5 666                    | 10 755        |
| 2004   | 97                 | 163                       | 4 841                          | 5 718                    | 10 819        |
| 2005   | 97                 | 45                        | 4 820                          | 5 731                    | 10 693        |
| 2006   | 97                 | 45                        | 4 988                          | 5 748                    | 10 878        |
| 2007   | 98                 | 46                        | 4 977                          | 5 829                    | 10 950        |
| 2008   | 98                 | 37                        | 4 977                          | 5 829                    | 10 941        |
| 2009   | 98                 | 37                        | 4 977                          | 5 970                    | 11 082        |
| 2010   | 98                 | 37                        | 4 977                          | 6 080                    | 11 192        |
| 2011   | 98                 | 37                        | 4 978                          | 6 080                    | 11 193        |
| 2012   | 98                 | 37                        | 4 982                          | 6 100                    | 11 217        |
| 2013   | 98                 | 37                        | 4 982                          | 6 121                    | 11 238        |
| 2014   | 98                 | 37                        | 4 982                          | 6 121                    | 11 238        |
| 2015   | 98                 | 37                        | 4 982                          | 6 140                    | 11 527        |
| 2016   | 98                 | 37                        | 4 982                          | 6 148                    | 11 265        |
| 2017   | 98                 | 37                        | 4 982                          | 6 192                    | 11 309        |
| 2018   | 98                 | 37                        | 4 982                          | 6 217                    | 11 334        |
| 2019   | 98                 | 37                        |                                |                          |               |
| 2020   | 98                 | 37                        |                                |                          |               |

### Nomenclature des routes
Le réseau routier au 1er janvier 2021, est présenté dans les tableaux ci-après :

#### Autoroute et route nationale
| Noms   | Dessertes entières                           | Territoires communaux traversés dans l'Indre |
| ------ | -------------------------------------------- | --- |
| A 20   | Vierzon ↔ Limoges ↔ Montauban (via Toulouse) | Meunet-sur-Vatan, Vatan, Liniez, La Champenoise, Brion, Coings, Déols, Saint-Maur, Velles, Luant, Tendu, Saint-Marcel, Argenton-sur-Creuse, Celon, Vigoux, Parnac, Mouhet |
| RN 151 | Déols ↔ Auxerre                              | Déols, Montierchaume, Neuvy-Pailloux, Saint-Aoustrille, Issoudun, Saint-Georges-sur-Arnon                                                                                 |

#### Routes majeures
Les routes majeures représentent 333,958 km.
| Routes départementales | Désignations des itinéraires                | Point routier origine | Point routier extrémité | Longueur (Km) |
| ---------------------- | ------------------------------------------- | --------------------- | ----------------------- | ------------- |
| 40                     | RD 920 ↔ RD 67                              | 2+000                 | 5+43                    | 2,888         |
| 67                     | RD 925 ↔ RD 943                             | 16+409                | 29+409                  | 12,923        |
| 67                     | RD 920 ↔ RD 943 (Ozans)                     | 29+409                | 31+874                  | 2,446         |
| 920                    | N 151 ↔ A20 14                              | 32+201                | 42+811                  | 13,149        |
| 925                    | Limite département du Cher ↔ Châteauroux    | 0+000                 | 30+893                  | 30,878        |
| 925                    | RD 67 ↔ A20                                 | 32+65                 | 38+1000                 | 1,300         |
| 927                    | RD 951 ↔ RD 943 (La Châtre)                 | 0+000                 | 47+198                  | 46,088        |
| 927b                   | RD 951 ↔ RD 927                             | 0+000                 | 0+326                   | 0,326         |
| 940                    | La Châtre ↔ Limite département de la Creuse | 0+000                 | 17+702                  | 17,750        |
| 940                    | RD 927 ↔ RD 943 (La Châtre)                 | 17+702                | 18+445                  | 0,905         |
| 940a                   | La Châtre (Rue de Belgique)                 | 0+000                 | 0+205                   | 0,205         |
| 943                    | Limite département d'Indre-et-Loire ↔ A20   | 46+743                | 102+1052                | 48,422        |
| 943                    | RD 920 ↔ Limite département du Cher         | 0+000                 | 46+734                  | 46,401        |
| 951                    | Limite département de la Vienne ↔ A20       | 0+000                 | 55+135                  | 54,600        |
| 956                    | Limite département de Loir-et-Cher ↔ N 151  | 0+000                 | 51+865                  | 52,151        |
| 990                    | RD 920 ↔ RD 67                              | 2+000                 | 6+198                   | 3,526         |

#### Routes mineures
Les routes mineures représentent 1 091,730 km.
| Routes départementales | Désignations des itinéraires                                                | Point routier origine | Point routier extrémité | Longueur (Km) |
| ---------------------- | --------------------------------------------------------------------------- | --------------------- | ----------------------- | ------------- |
| 1                      | Argenton-sur-Creuse ↔ Saint-Benoît-du-Sault                                 | 40+000                | 58+944                  | 18,865        |
| 1                      | Buzançais                                                                   | 0+000                 | 0+457                   | 0,490         |
| 1                      | Neuillay-les-Bois                                                           | 40+000                | 58+944                  | 18,865        |
| 3                      | Le Blanc                                                                    | 14+317                | 17+51                   | 2,730         |
| 4                      | Valençay ↔ Chabris                                                          | 15+707                | 15+940                  | 0,233         |
| 6                      | Mézières-en-Brenne ↔ Lureuil ↔ Tournon-Saint-Martin                         | 5+143                 | 27+497                  | 22,338        |
| 8                      | Écueillé ↔ Levroux ↔ Issoudun                                               | 0+000                 | 54+631                  | 54,686        |
| 9                      | Issoudun ↔ N 151 (Silo)                                                     | 12+240                | 13+427                  | 0,932         |
| 9                      | Issoudun N 151 au carrefour RD 9/RD 16                                      | 5+3                   | 12+158                  | 9,146         |
| 10                     | Limite département de la Vienne ↔ Bélâbre ↔ La Châtre-Langlin ↔ A20 21      | 25+760                | 57+805                  | 30,477        |
| 10                     | Bélâbre ↔ Le Blanc                                                          | 16+000                | 25+760                  | 10,093        |
| 11                     | Saint-Gaultier ↔ Buzançais ↔ Écueillé ↔ Limite département d'Indre-et-Loire | 0+000                 | 56+699                  | 56,913        |
| 12                     | RD 14 ↔ Ardentes                                                            | 16+107                | 17+842                  | 1,752         |
| 12c                    | RD 943 ↔ RD 12                                                              | 0+893                 | 3+86                    | 2,141         |
| 13                     | Châtillon-sur-Indre ↔ RD 960                                                | 8+825                 | 33+337                  | 24,036        |
| 14                     | Lothiers ↔ Limite département du Cher                                       | 0+000                 | 39+979                  | 40,020        |
| 14                     | Méobecq                                                                     | 52+424                | 53+59                   | 0,643         |
| 15                     | Rosnay                                                                      | 69+137                | 70+434                  | 1,288         |
| 15                     | Ruffec ↔ Bélâbre                                                            | 78+293                | 85+479                  | 7,209         |
| 15                     | Mézières-en-Brenne ↔ RD 21                                                  | 53+350                | 55+15                   | 1,591         |
| 16                     | Carrefour RD 9/RD 16 ↔ Limite département du Cher                           | 0+000                 | 4+227                   | 4,223         |
| 17                     | Le Blanc ↔ Douadic                                                          | 7+789                 | 16+376                  | 8,532         |
| 18                     | RD 43b vers Villiers                                                        | 11+761                | 14+695                  | 2,959         |
| 19                     | RD 943 ↔ RD 925                                                             | 14+828                | 26+706                  | 12,005        |
| 20                     | Douadic                                                                     | 11+66                 | 11+389                  | 0,323         |
| 21                     | Cluis ↔ Orsennes                                                            | 72+000                | 72+967                  | 0,967         |
| 21                     | Orsennes ↔ RD 30                                                            | 72+967                | 77+533                  | 4,712         |
| 21                     | Orsennes ↔ Lourdoueix-Saint-Michel                                          | 77+660                | 84+192                  | 6,545         |
| 21                     | Neuillay-les-Bois ↔ Méobecq                                                 | 40+112                | 41+538                  | 1,430         |
| 21                     | Mézières-en-Brenne ↔ Villiers                                               | 13+889                | 20+100                  | 6,250         |
| 24                     | Migné                                                                       | 29+984                | 30+104                  | 0,130         |
| 25                     | Chabris ↔ RD 960                                                            | 0+000                 | 20+494                  | 20,401        |
| 27                     | RD 925 (Neuillay-les-Bois) ↔ Méobecq ↔ Rosnay ↔ Le Blanc                    | 10+860                | 45+560                  | 34,469        |
| 27b                    | RD 27 (Le Blanc) ↔ N 151                                                    | 0+000                 | 1+972                   | 1,790         |
| 30                     | Pommiers ↔ Orsennes                                                         | 31+835                | 33+440                  | 1,599         |
| 30                     | Orsennes                                                                    | 33+440                | 37+808                  | 4,365         |
| 33                     | Limite département de Loir-et-Cher ↔ RD 37                                  | 24+687                | 30+000                  | 5,208         |
| 36                     | Éguzon ↔ Saint-Benoît-du-Sault ↔ Limite département de la Vienne            | 0+000                 | 32+821                  | 32,365        |
| 36                     | Lourdoueix-Saint-Michel ↔ Aigurande                                         | 47+1000               | 54+1036                 | 6,375         |
| 37                     | Luçay-le-Mâle ↔ Villentrois                                                 | 0+000                 | 7+981                   | 7,990         |
| 38                     | Cluis ↔ RD 75                                                               | 17+572                | 19+377                  | 2,233         |
| 38                     | Baïonnette entre la RD 40 et la RD 40                                       | 4+533                 | 5+285                   | 0,989         |
| 39                     | Gargilesse ↔ Cuzion                                                         | 17+928                | 19+359                  | 1,440         |
| 40                     | Le Poinçonnet ↔ Velles                                                      | 5+43                  | 12+28                   | 7,107         |
| 40                     | Badecon-le-Pin ↔ Gargilesse ↔ Cuzion                                        | 30+112                | 37+284                  | 7,087         |
| 43                     | Douadic ↔ Saint-Michel-en-Brenne                                            | 18+558                | 30+156                  | 11,734        |
| 43                     | Châtillon-sur-Indre ↔ RD 43b                                                | 44+311                | 49+1056                 | 5,737         |
| 43b                    | RD 18 (Châtillon-sur-Indre) ↔ RD 18 (Murs)                                  | 0+000                 | 2+637                   | 2,635         |
| 45                     | Éguzon ↔ Cuzion                                                             | 5+344                 | 11+697                  | 6,371         |
| 48                     | Argenton-sur-Creuse ↔ Orsennes                                              | 8+18                  | 24+535                  | 16,495        |
| 55                     | A20 18 ↔ RD 920                                                             | 13+239                | 13+877                  | 0,637         |
| 63b                    | Saint-Genou ↔ RD 943                                                        | 0+000                 | 2+444                   | 2,453         |
| 67                     | RD 925 (Saint-Maur) ↔ Niherne                                               | 9+445                 | 16+399                  | 6,941         |
| 68                     | Thevet-Saint-Julien                                                         | 33+983                | 34+154                  | 0,170         |
| 69                     | RD 943 ↔ Thevet-Saint-Julien                                                | 0+000                 | 10+156                  | 10,144        |
| 72                     | Cuzion ↔ Orsennes                                                           | 37+1147               | 44+438                  | 6,607         |
| 74                     | Neuvy-Saint-Sépulchre (RD 74c à RD 927)                                     | 12+734                | 12+868                  | 0,134         |
| 74c                    | Neuvy-Saint-Sépulchre (RD 990 à RD 74)                                      | 0+000                 | 3+52                    | 3,037         |
| 75                     | Cluis ↔ Orsennes                                                            | 0+000                 | 2+730                   | 2,761         |
| 80                     | Niherne ↔ Surins                                                            | 23+862                | 24+731                  | 0,889         |
| 80b                    | Surins ↔ RD 943                                                             | 0+000                 | 1+000                   | 0,635         |
| 96                     | N 151 ↔ RD 80 (Montierchaume)                                               | 0+000                 | 3+446                   | 3,413         |
| 138                    | Buzançais                                                                   | 00+000                | 4+239                   | 4,248         |
| 913                    | Argenton-sur-Creuse ↔ Éguzon                                                | 0+000                 | 24+888                  | 24,905        |
| 917                    | RD 943 ↔ Limite département du Cher                                         | 0+000                 | 20+130                  | 20,296        |
| 918                    | Limite département du Cher ↔ RD 943                                         | 0+000                 | 53+1165                 | 52,931        |
| 920                    | Limite département du Cher ↔ A20 (Vatan)                                    | 0+000                 | 11+147                  | 11,168        |
| 920                    | N 151 ↔ Céré (Coings)                                                       | 11+148                | 32+201                  | 3,944         |
| 920                    | Limite département de la Creuse ↔ Argenton-sur-Creuse ↔ A20 14              | 42+811                | 94+823                  | 52,680        |
| 922                    | Limite département du Cher ↔ Vatan                                          | 0+000                 | 14+110                  | 14,112        |
| 925                    | Limite département d'Indre-et-Loire ↔ A20                                   | 38+1000               | 88+514                  | 49,562        |
| 926                    | Vatan ↔ RD 925                                                              | 00+000                | 51+324                  | 51,221        |
| 927                    | Limite département de la Vienne ↔ Bélâbre ↔ Saint-Gaultier                  | 51+468                | 77+469                  | 26,035        |
| 940                    | La Châtre ↔ Limite département du Cher                                      | 18+449                | 35+529                  | 17,212        |
| 950                    | Limite département d'Indre-et-Loire ↔ Le Blanc                              | 0+000                 | 15+1096                 | 16,188        |
| 951bis                 | Thevet-Saint-Julien ↔ Limite département du Cher                            | 18+932                | 27+899                  | 9,008         |
| 951bis                 | Pouligny-Saint-Martin ↔ Limite département de la Creuse                     | 0+601                 | 18+932                  | 18,405        |
| 960                    | Limite département d'Indre-et-Loire ↔ Valençay ↔ Vatan ↔ Issoudun           | 0+000                 | 59+193                  | 58,730        |
| 975                    | Limite département d'Indre-et-Loire ↔ Limite département de la Vienne       | 0+000                 | 59+280                  | 58,449        |
| 990                    | Le Poinçonnet ↔ Aigurande (Limite département de la Creuse)                 | 6+198                 | 47+1079                 | 41,224        |

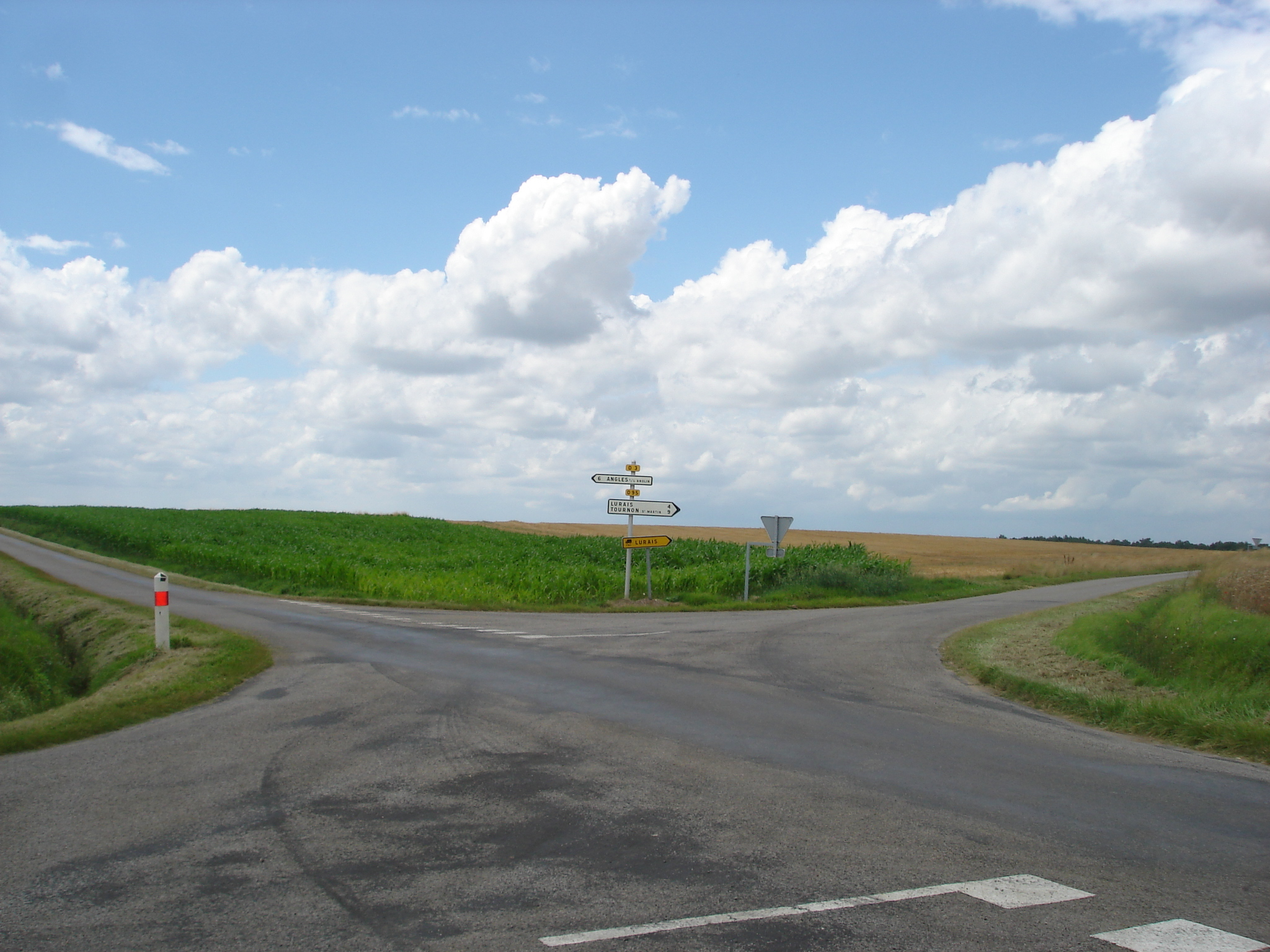
Le carrefour des routes départementales 3 et 95 en 2008.
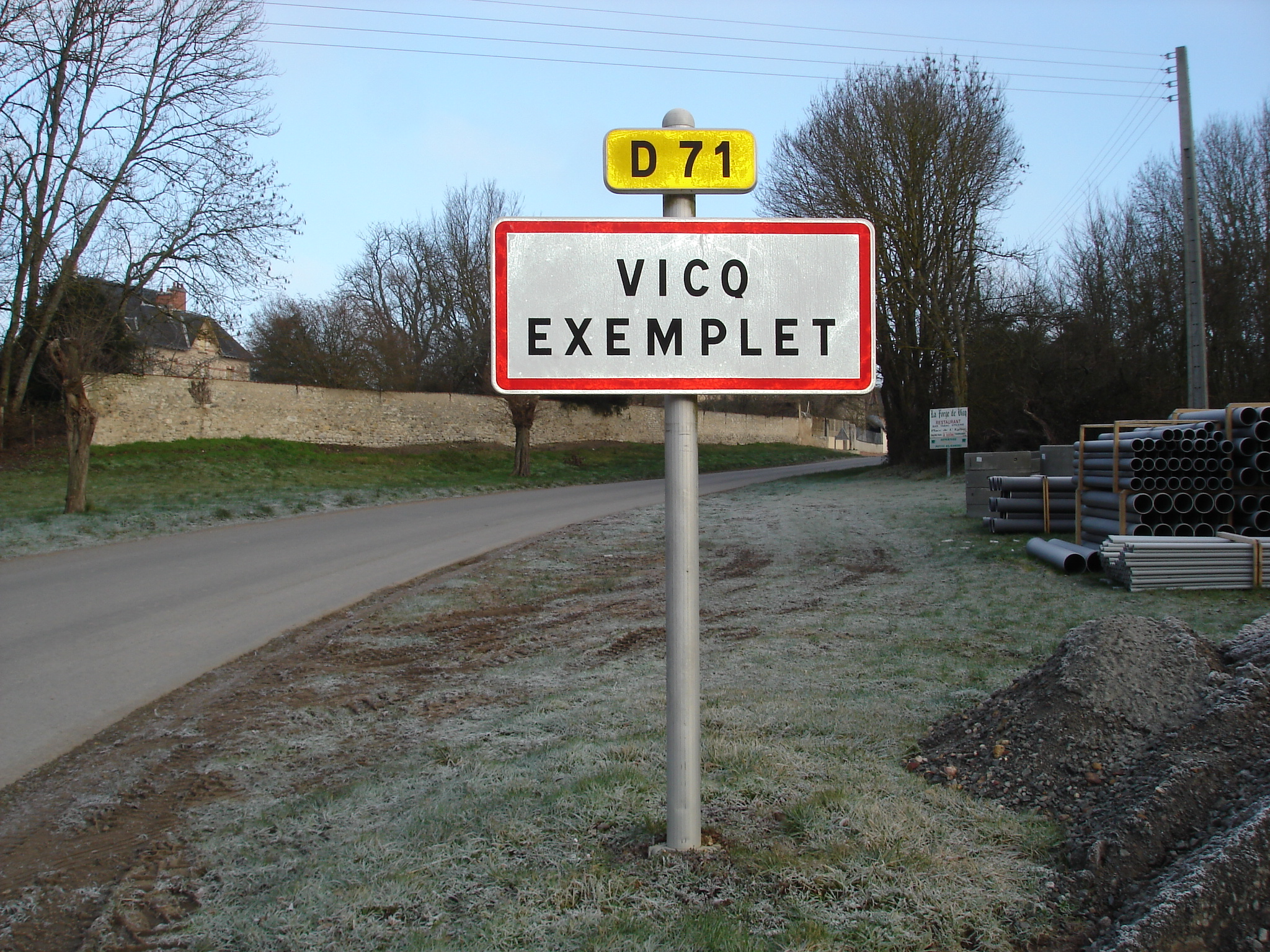
Le panneau EB10 à Vicq-Exemplet en 2012.
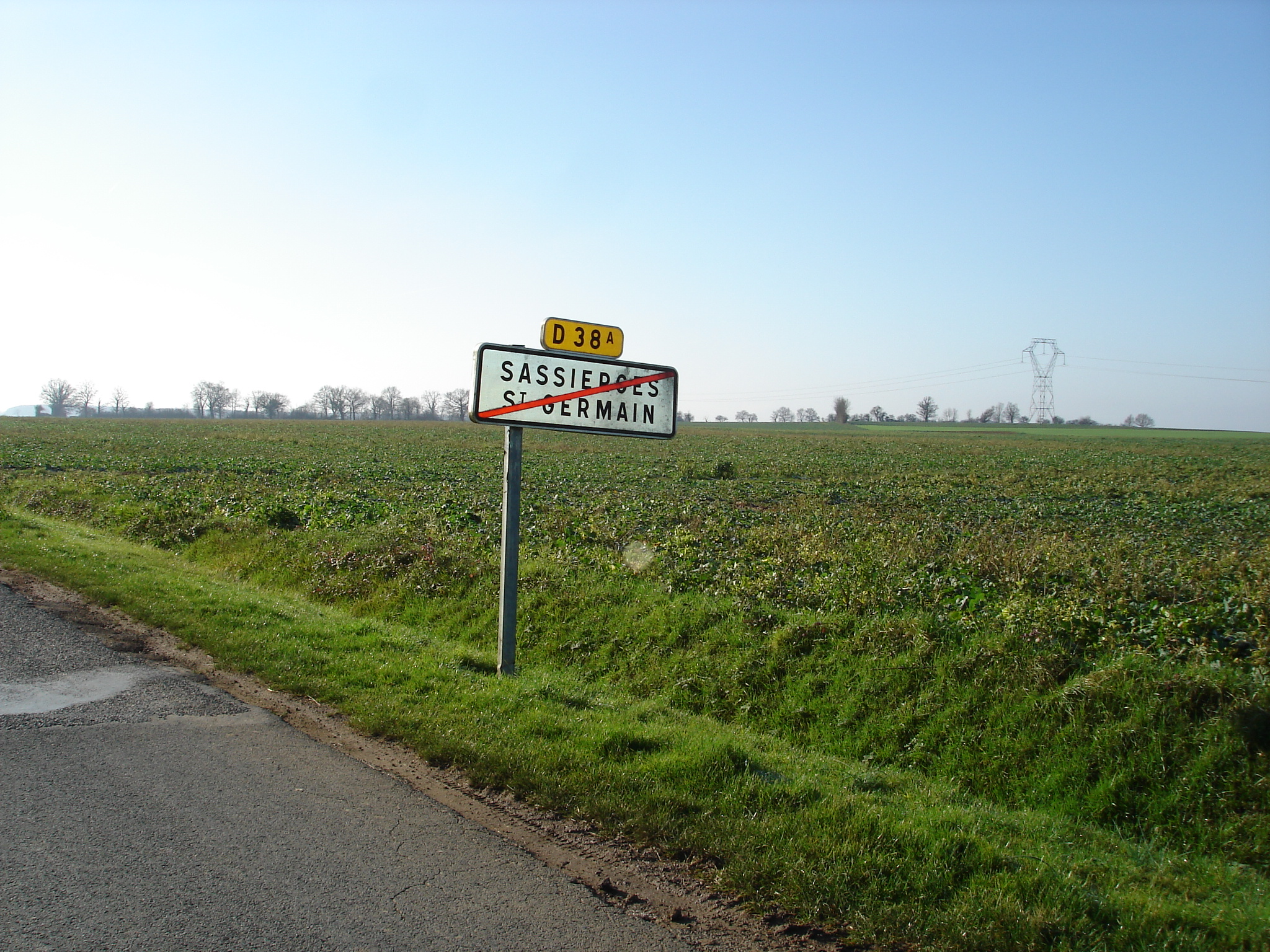
Le panneau EB20 à Sassierges-Saint-Germain en 2012.
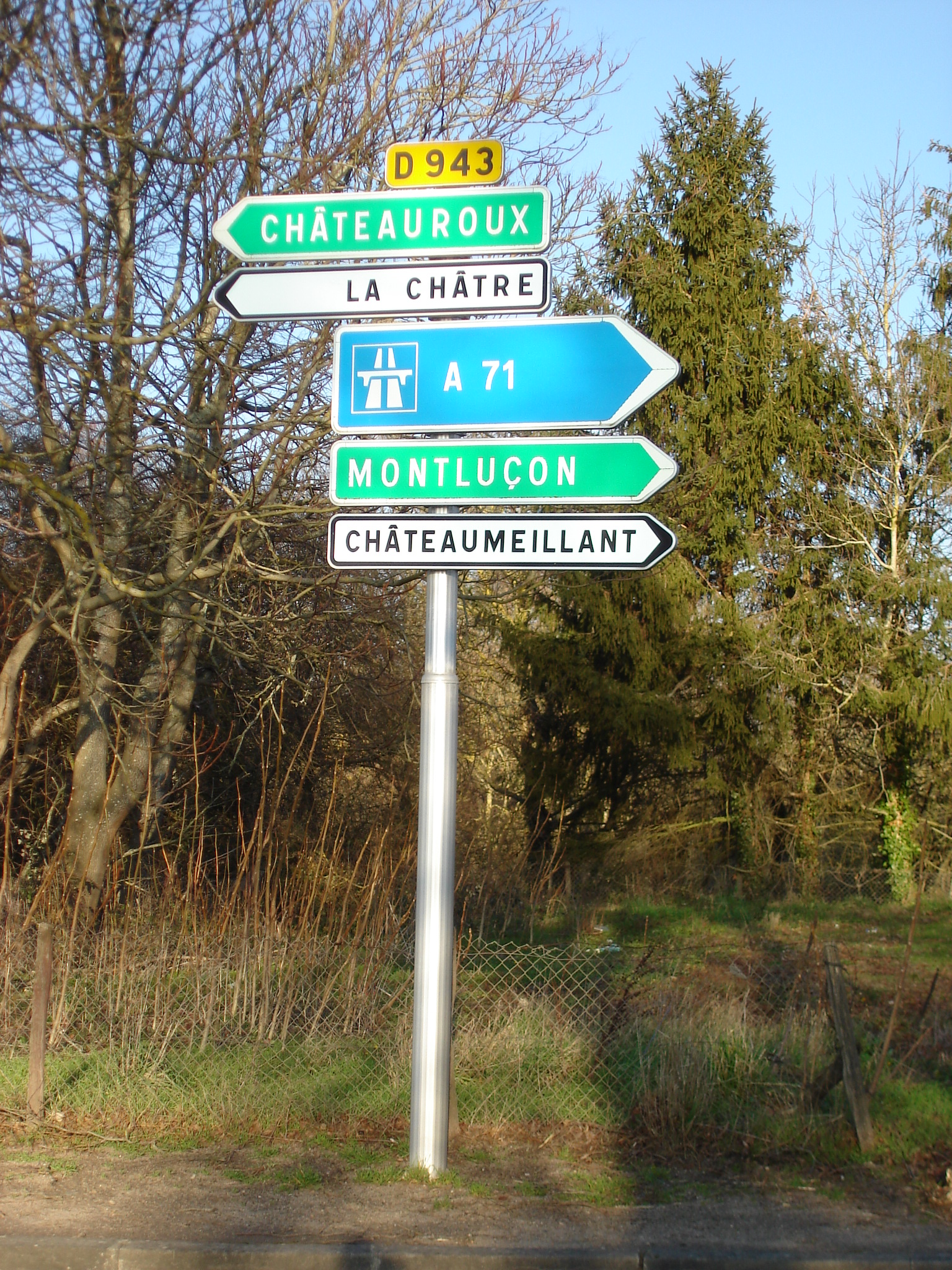
Les panneaux D21b à Champillet en 2012.
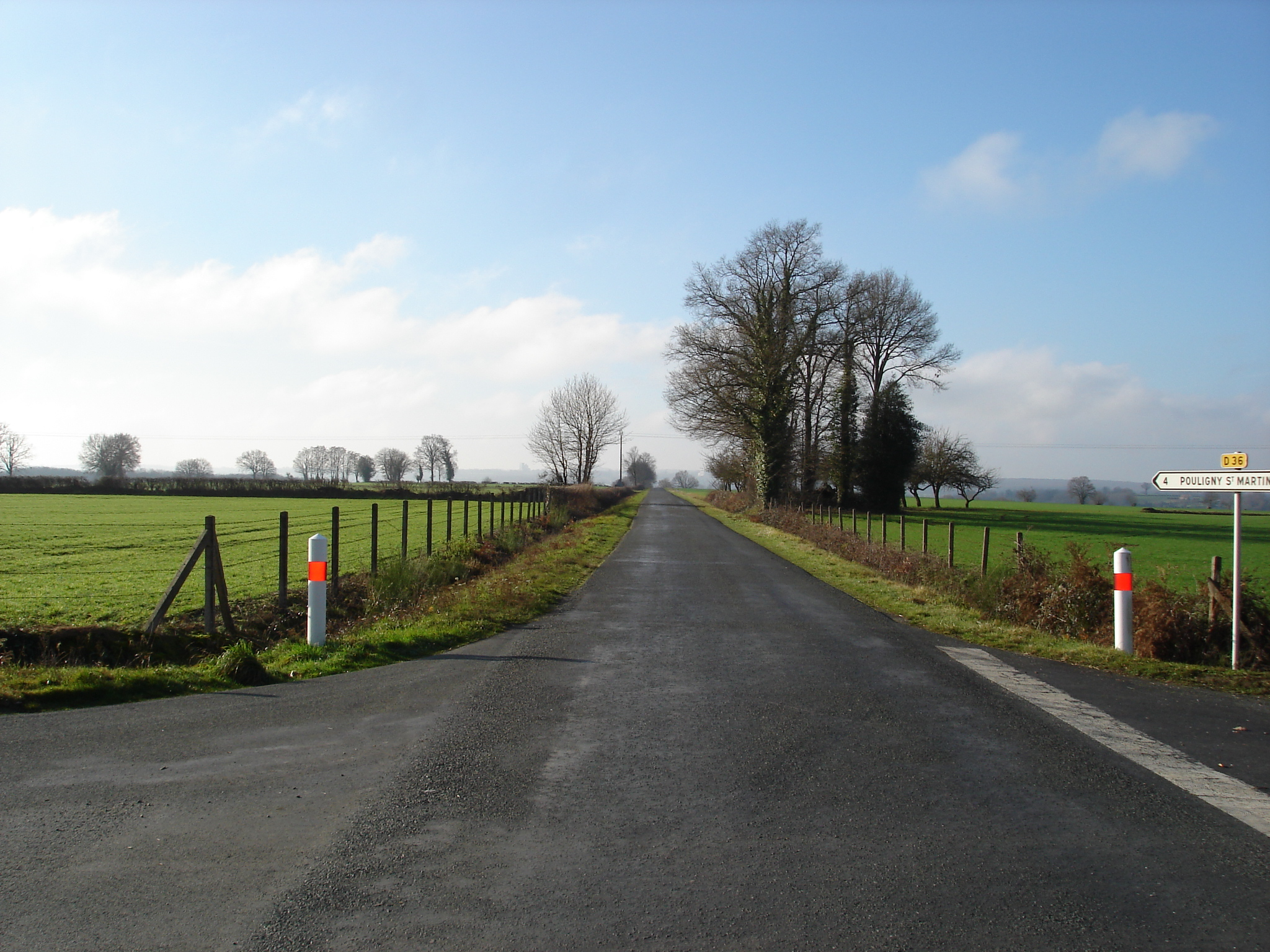
La route départementale 36 à Sainte-Sévère-sur-Indre en 2012.
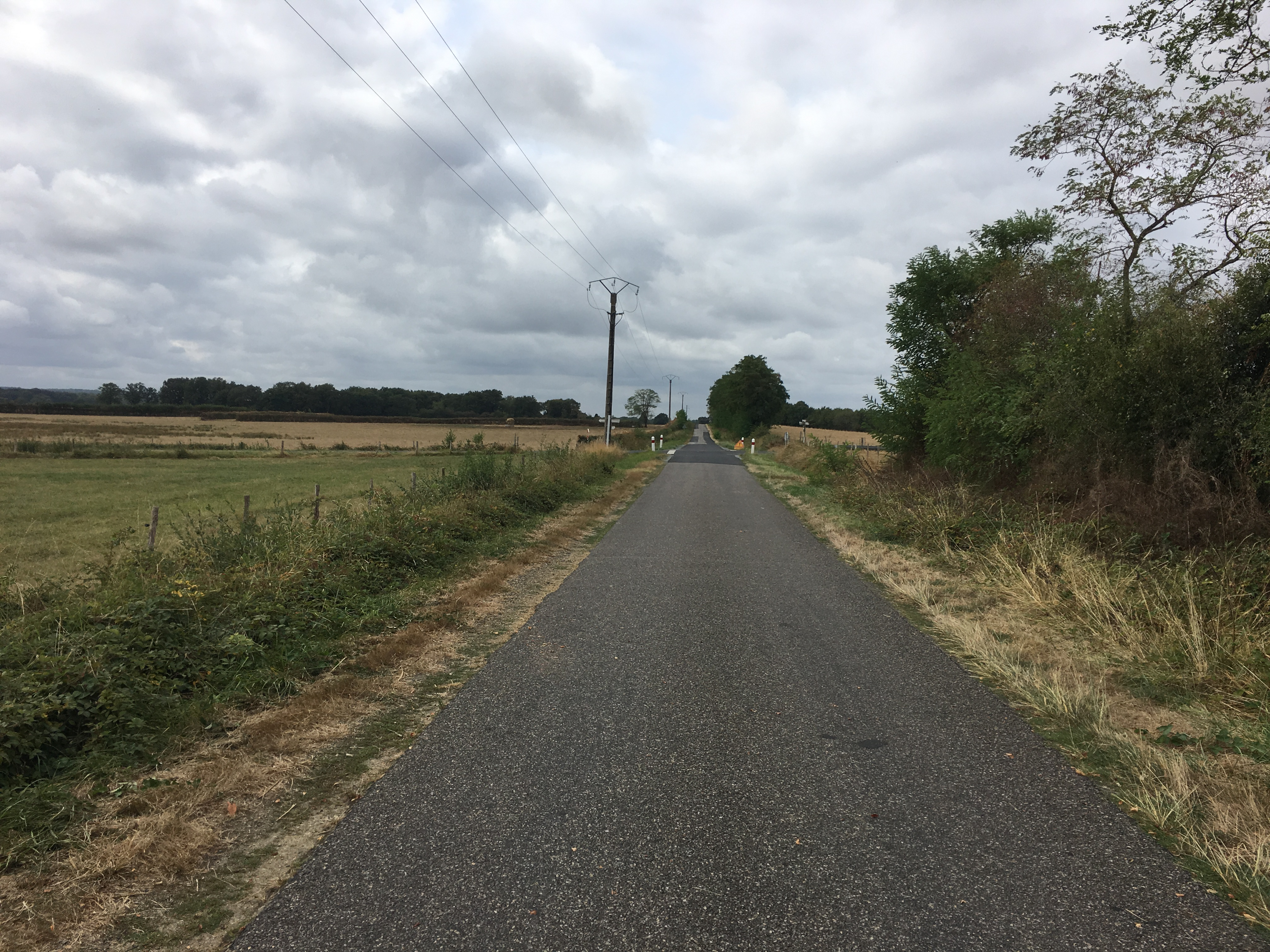
La route départementale 24 à Migné en 2018.
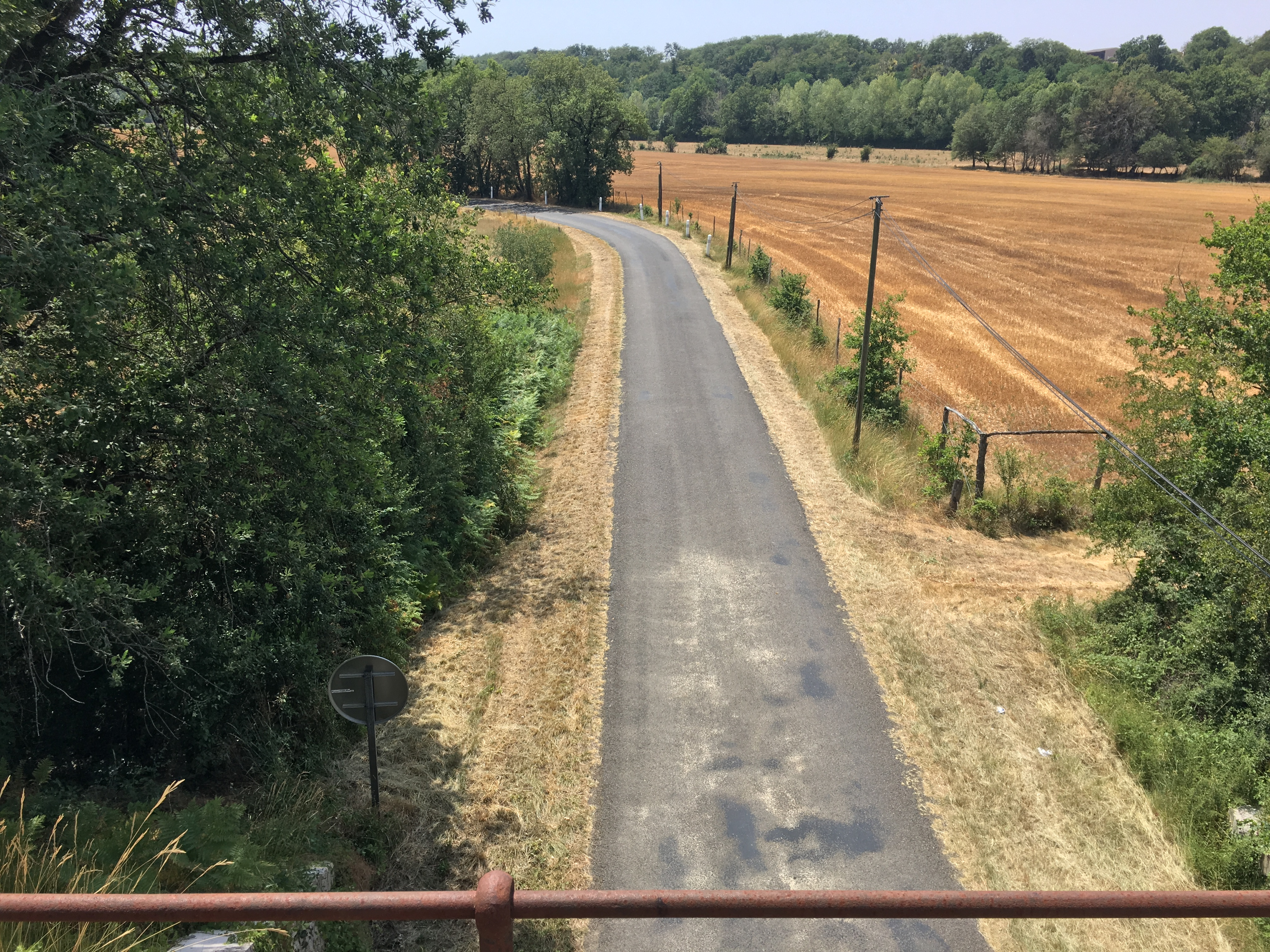
La route départementale 50 à Ingrandes en 2019.
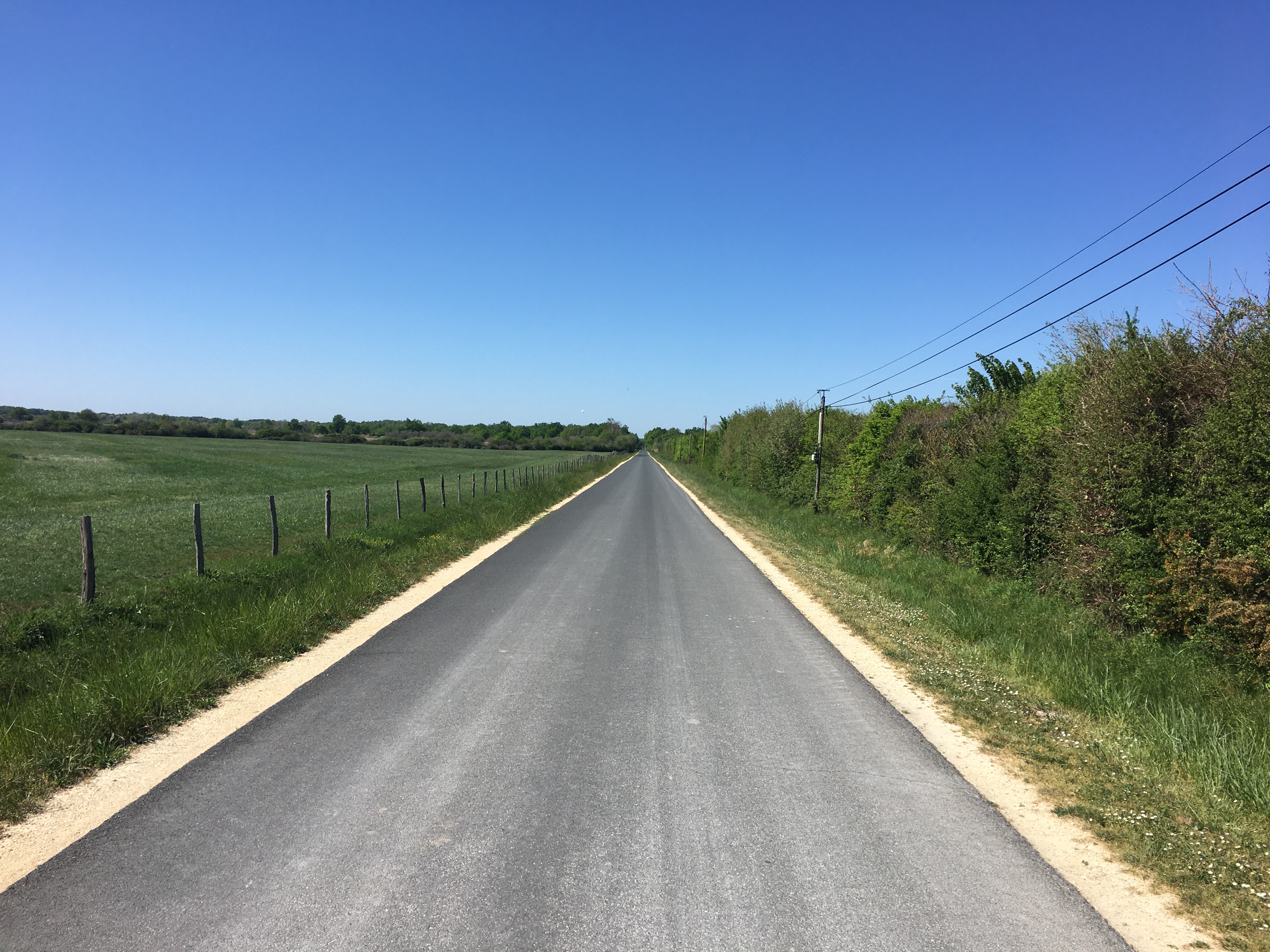
La route départementale 21 à Mézières-en-Brenne en 2020.

### Exploitation
L'exploitation est assurée par la Direction interdépartementale des Routes Centre-Ouest (DIRCO), par le conseil départemental de l'Indre et par les communes.

#### Direction interdépartementale des routes
La direction interdépartementale des routes centre-ouest assure l'entretien, l'exploitation et la gestion de l'autoroute A20 (de Vierzon à Brive-la-Gaillarde) et de la route nationale 151 (de Châteauroux à La Charité-sur-Loire).
Le département de l'Indre dépend de l'antenne d'Argenton-sur-Creuse où se trouve le siège. Deux centres d'entretiens et d'interventions (CEI) et un point d'appui (PA) sont chargés de l'exploitation de l'antenne.
| Antenne             | Types | Centres             | Localisation                |
| ------------------- | ----- | ------------------- | --------------------------- |
| Argenton-sur-Creuse | CEI   | Argenton-sur-Creuse | 46° 34′ 29″ N, 1° 29′ 59″ E |
| Argenton-sur-Creuse | PA    | Châteauroux         | 46° 50′ 53″ N, 1° 42′ 14″ E |
| Argenton-sur-Creuse | CEI   | Vatan               | 47° 02′ 56″ N, 1° 47′ 57″ E |

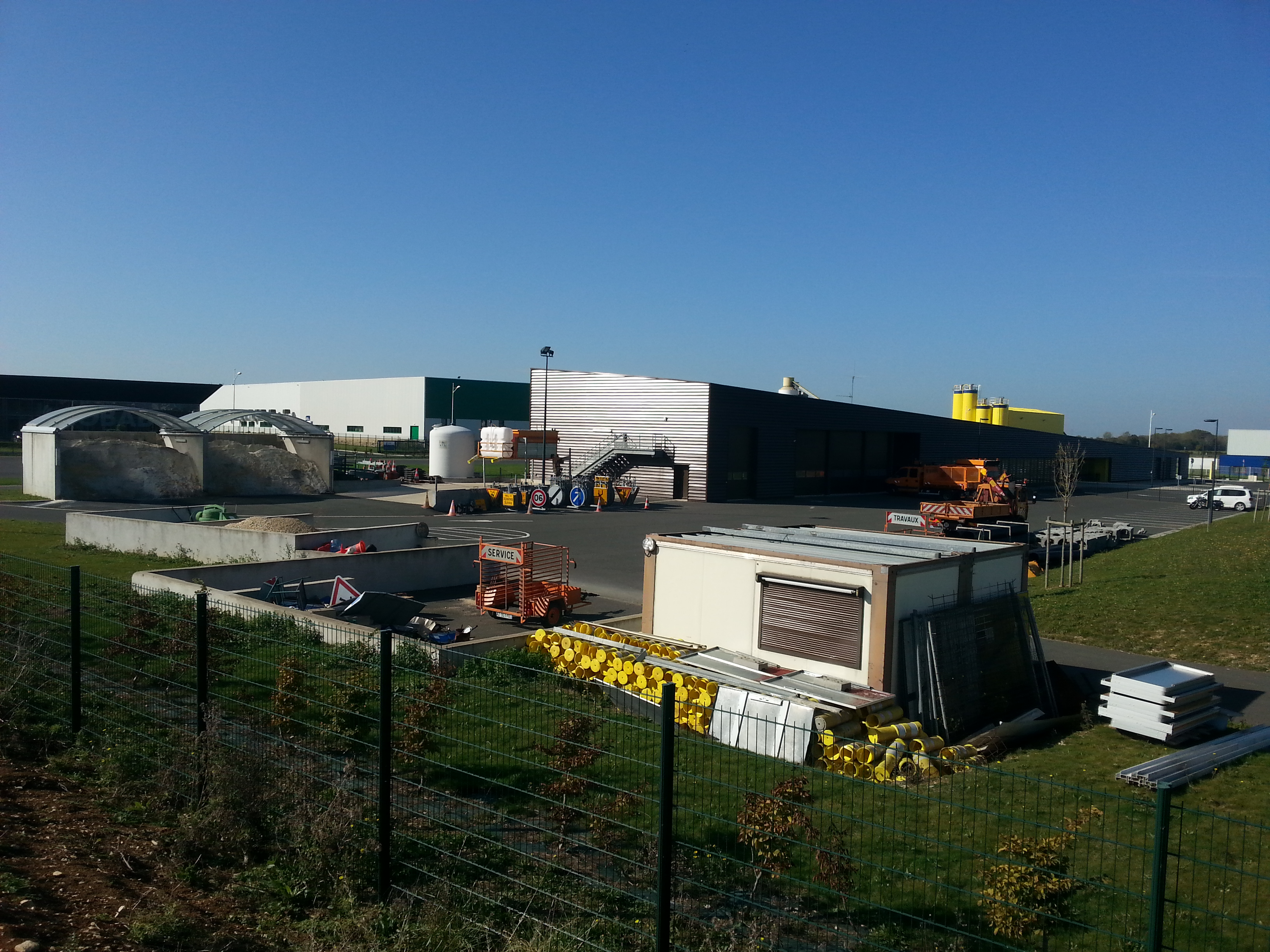
Le point d'appui de Châteauroux en 2014.

#### Conseil départemental
Le conseil départemental de l'Indre assure l'entretien, l'exploitation et la gestion des routes départementales du département.
Le service des routes comprend une direction centrale qui est basé à Châteauroux.
Le département est divisé en trois unités territoriales (UT) qui sont : Le Blanc, La Châtre et Vatan. Au sein de ses trois unités on compte onze centres d'entretiens et d'exploitations de la route (CEER) et huit points d'appuis (PA) qui assurent l'aménagement et l'entretien du réseau routier,,,.

##### UT du Blanc
| Base Routière                | Types | Intitulé             | Communes             | Localisation                |
| ---------------------------- | ----- | -------------------- | -------------------- | --------------------------- |
| Bélâbre - Le Blanc - Tournon | PA    | Bélâbre              | Bélâbre              | 46° 33′ 28″ N, 1° 09′ 51″ E |
| Bélâbre - Le Blanc - Tournon | CEER  | Le Blanc             | Le Blanc             | 46° 38′ 31″ N, 1° 04′ 16″ E |
| Bélâbre - Le Blanc - Tournon | PA    | Tournon-Saint-Martin | Tournon-Saint-Martin | 46° 43′ 32″ N, 0° 57′ 36″ E |
| Argenton - Saint-Gaultier    | PA    | Argenton-sur-Creuse  | Argenton-sur-Creuse  | 46° 35′ 39″ N, 1° 31′ 25″ E |
| Argenton - Saint-Gaultier    | CEER  | Saint-Gaultier       | Saint-Gaultier       | 46° 38′ 36″ N, 1° 25′ 24″ E |
| Buzançais                    | CEER  | Buzançais            | Buzançais            | 46° 52′ 48″ N, 1° 24′ 45″ E |
| Châtillon - Mézières         | CEER  | Châtillon-sur-Indre  | Châtillon-sur-Indre  | 46° 59′ 39″ N, 1° 09′ 42″ E |
| Châtillon - Mézières         | PA    | Mézières-en-Brenne   | Mézières-en-Brenne   | 46° 48′ 57″ N, 1° 12′ 30″ E |

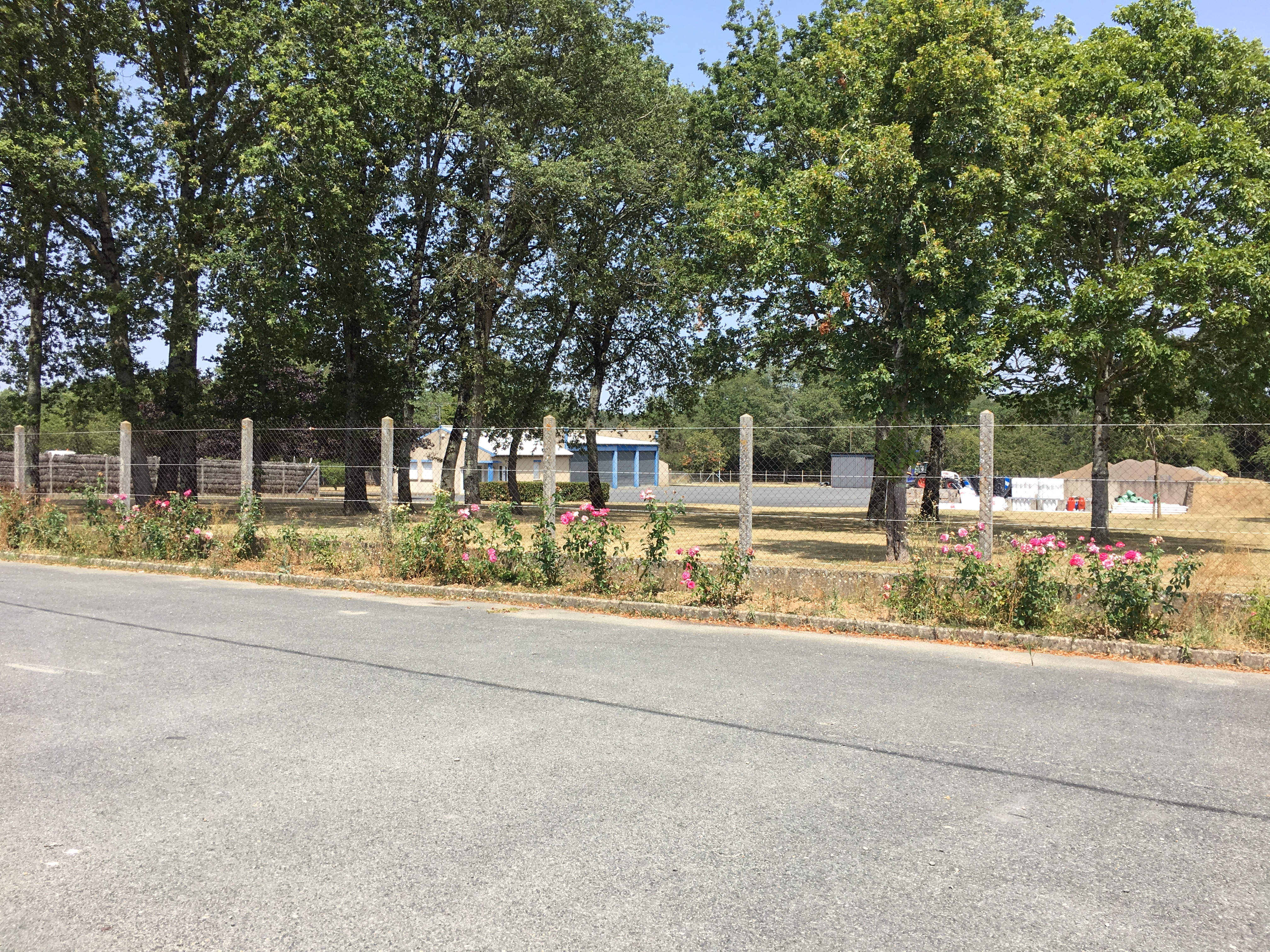
Le CEER de Bélâbre en 2019.
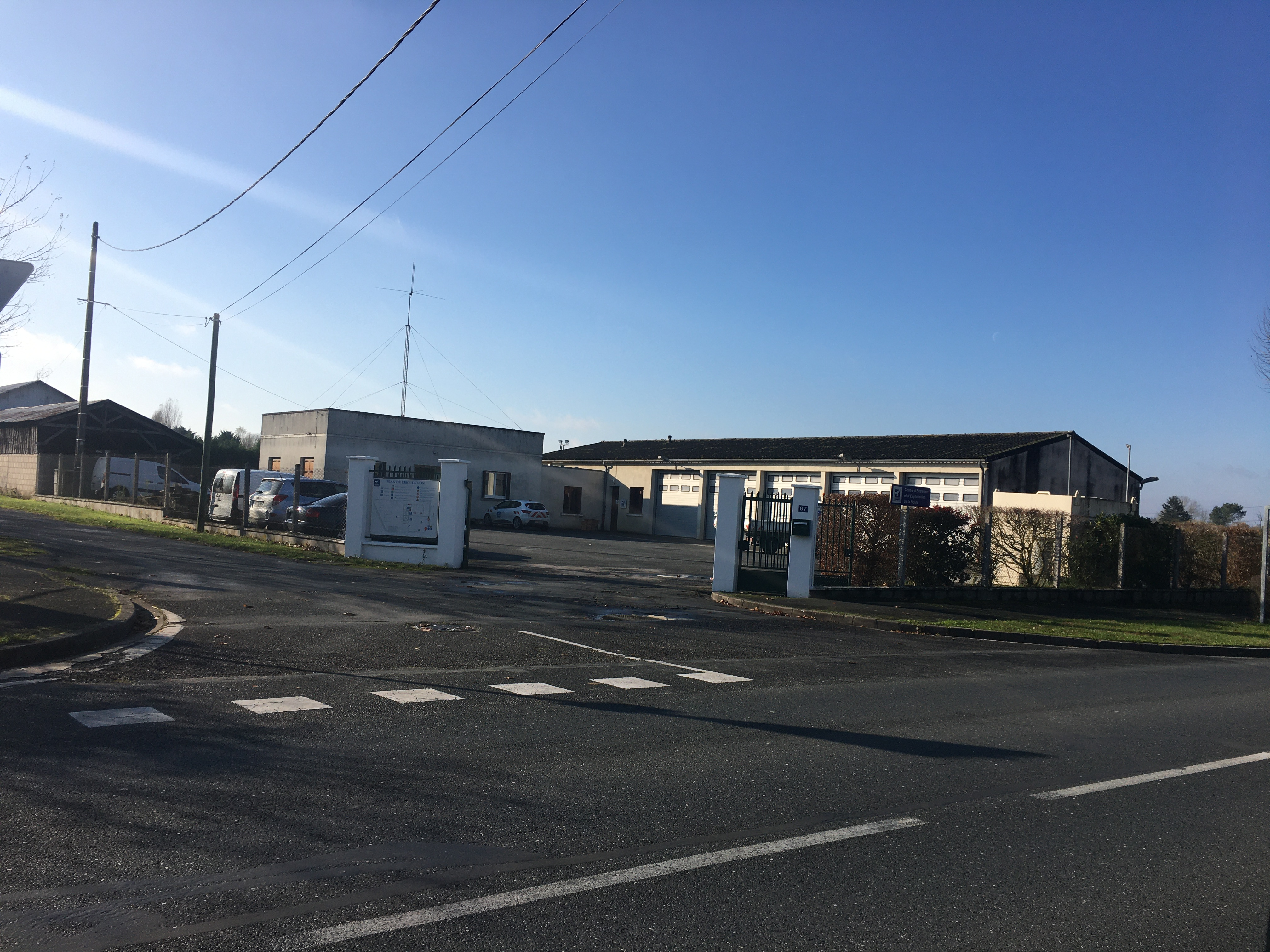
Le CEER de Châtillon-sur-Indre en 2020.
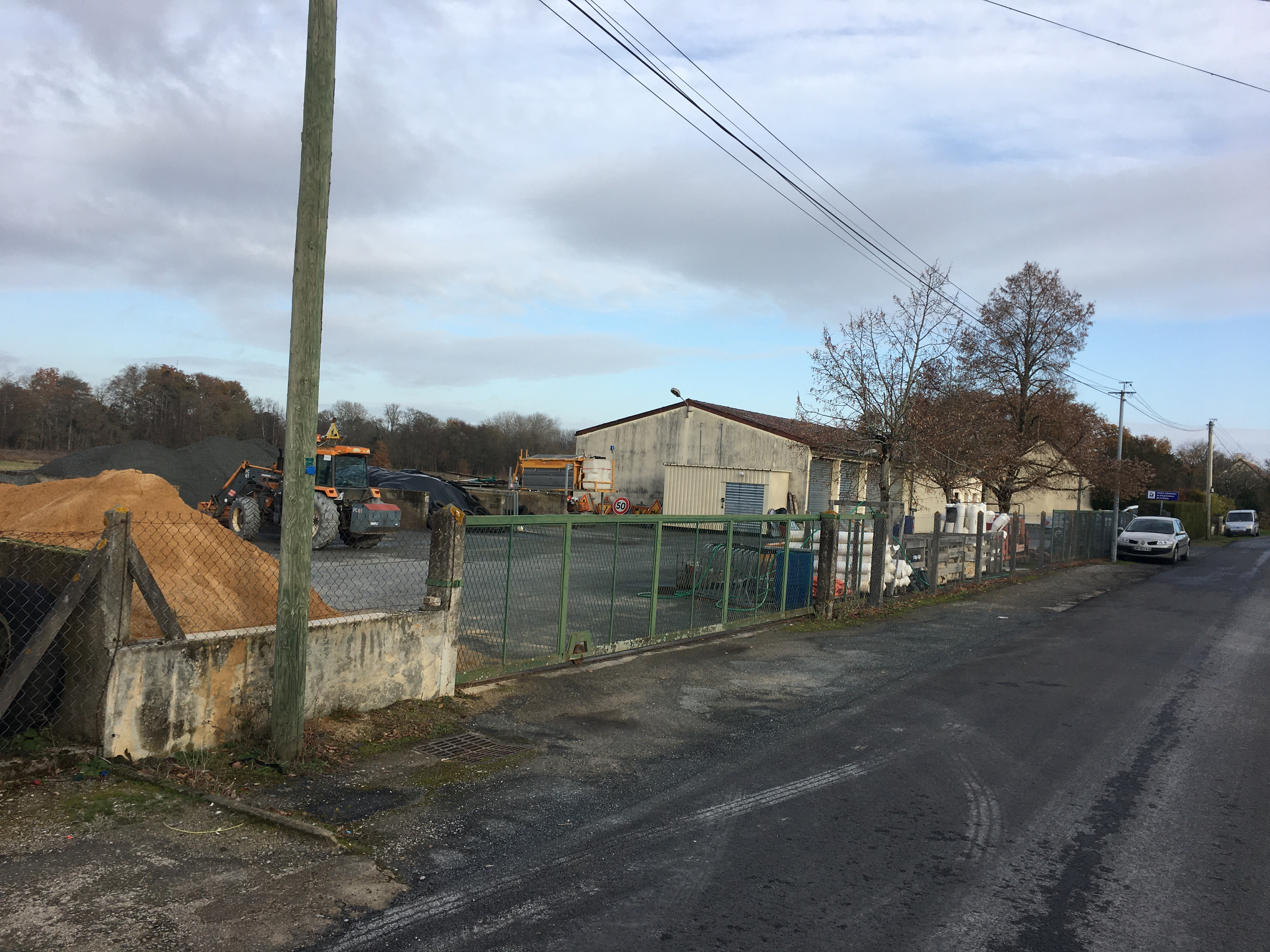
Le CEER de Mézières-en-Brenne en 2020.
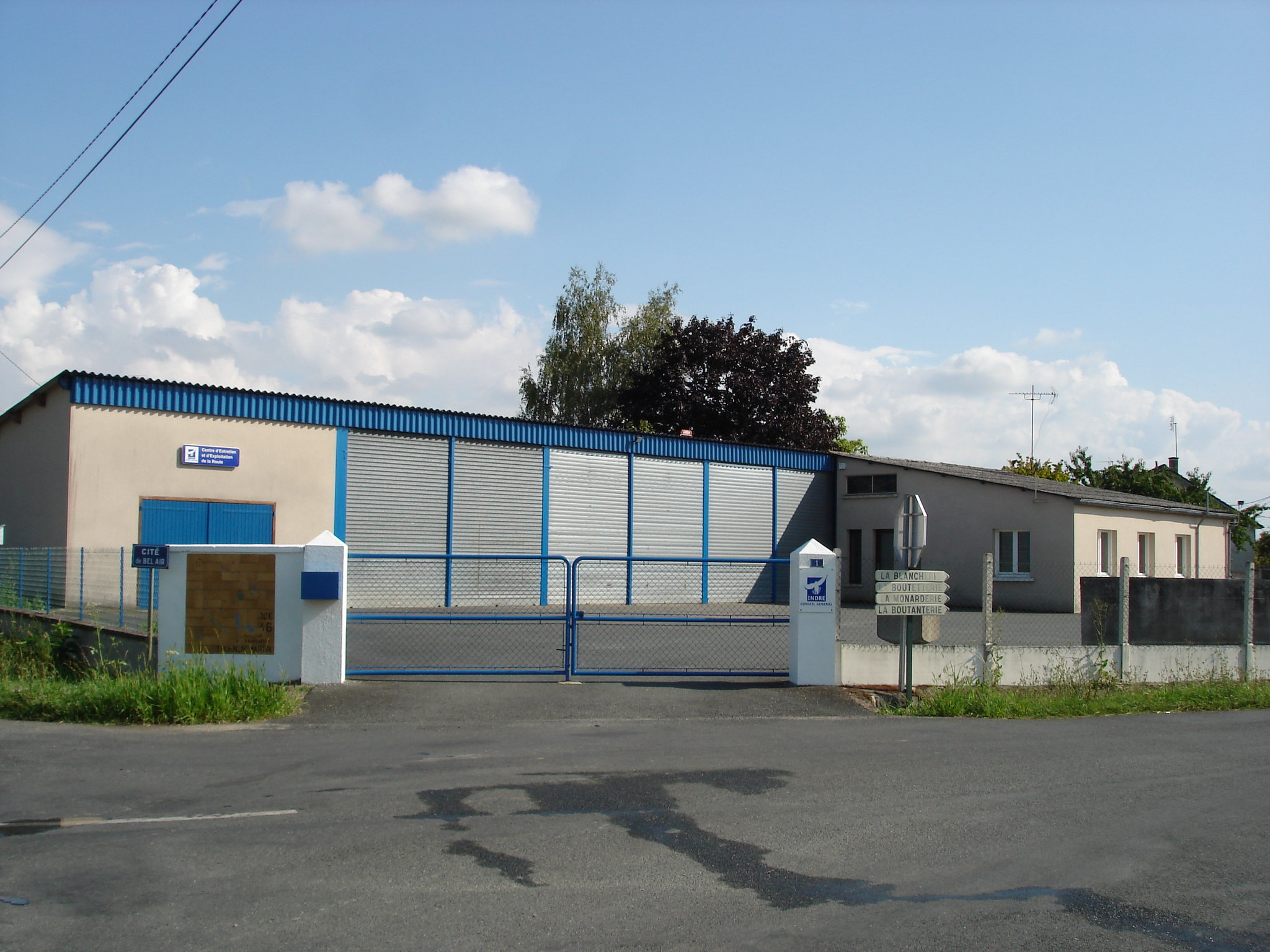
Le CEER de Tournon-Saint-Martin en 2011.
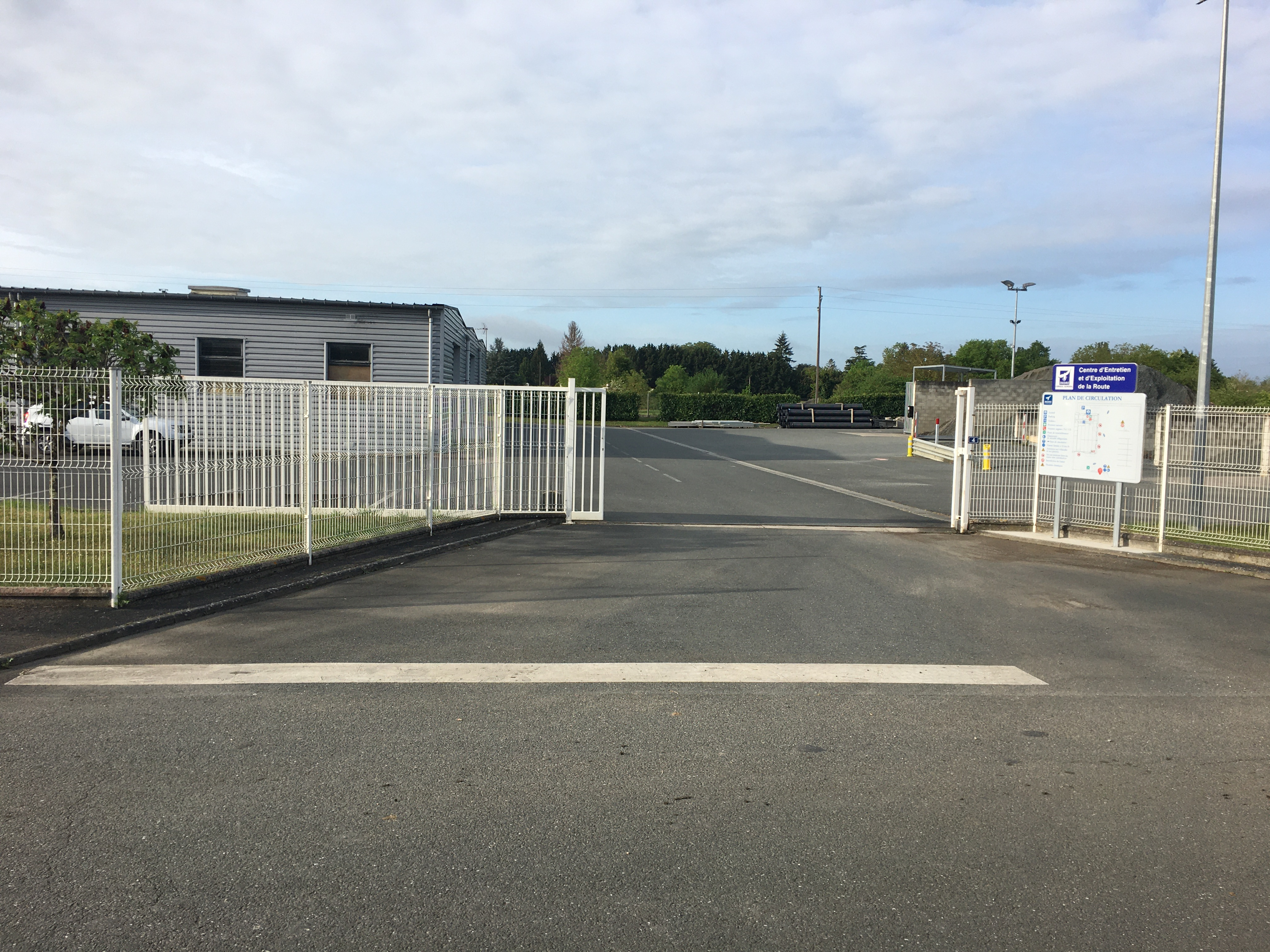
Le CEER de Saint-Gaultier en 2020.

##### UT de La Châtre
| Base Routière             | Types | Intitulé                | Communes                | Localisation                |
| ------------------------- | ----- | ----------------------- | ----------------------- | --------------------------- |
| Éguzon - Saint-Benoît     | PA    | Éguzon-Chantôme         | Éguzon-Chantôme         | 46° 26′ 48″ N, 1° 35′ 03″ E |
| Éguzon - Saint-Benoît     | CEER  | Saint-Benoît-du-Sault   | Roussines               | 46° 27′ 18″ N, 1° 22′ 45″ E |
| Aigurande - Neuvy         | PA    | Aigurande               | Aigurande               | 46° 26′ 28″ N, 1° 50′ 13″ E |
| Aigurande - Neuvy         | CEER  | Neuvy-Saint-Sépulchre   | Neuvy-Saint-Sépulchre   | 46° 35′ 43″ N, 1° 48′ 08″ E |
| La Châtre - Sainte-Sévère | CEER  | La Châtre               | Montgivray              | 46° 36′ 23″ N, 1° 59′ 33″ E |
| La Châtre - Sainte-Sévère | PA    | Sainte-Sévère-sur-Indre | Sainte-Sévère-sur-Indre | 46° 29′ 26″ N, 2° 04′ 11″ E |

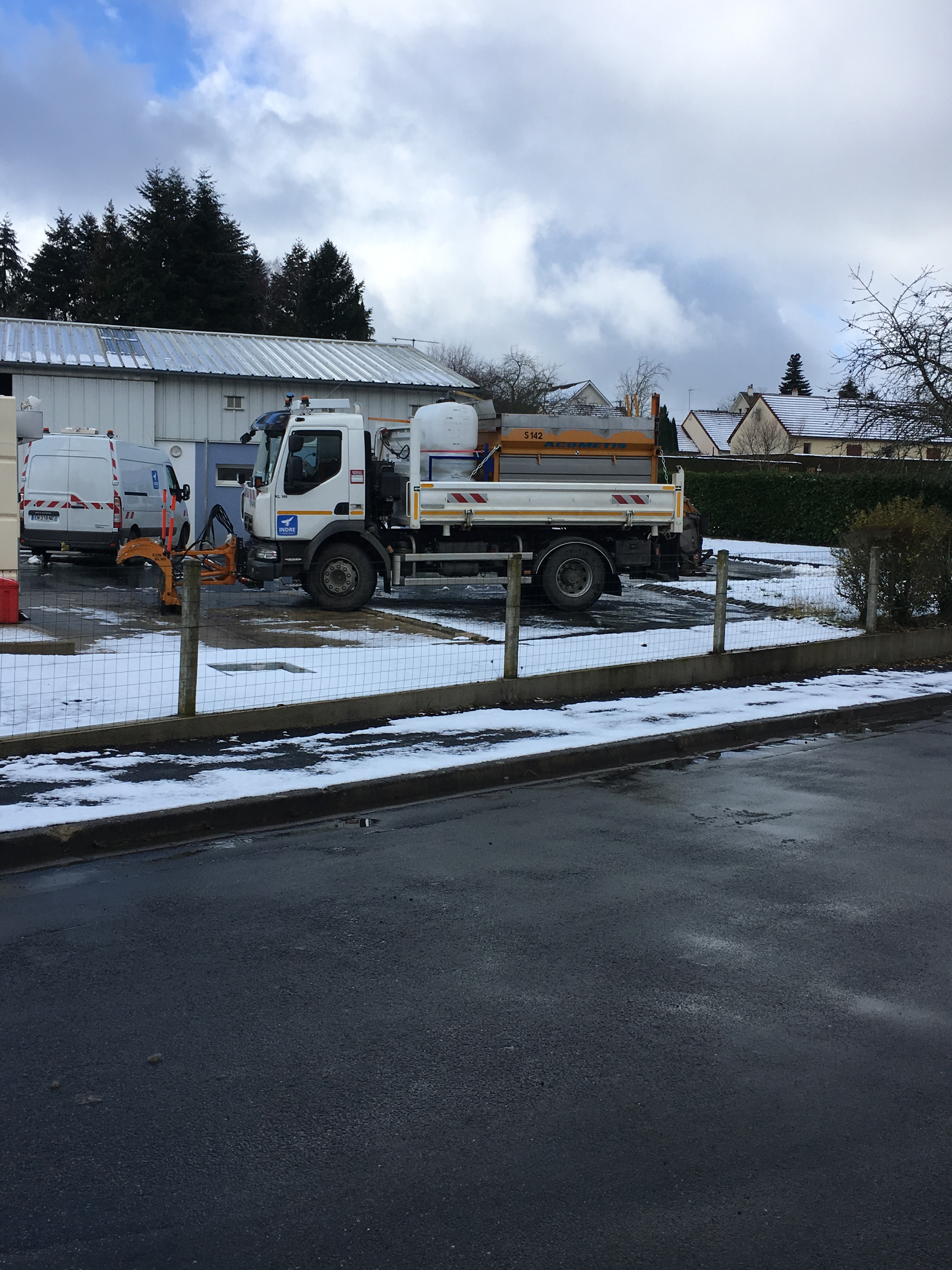
La saleuse du CEER d'Aigurande en 2019.
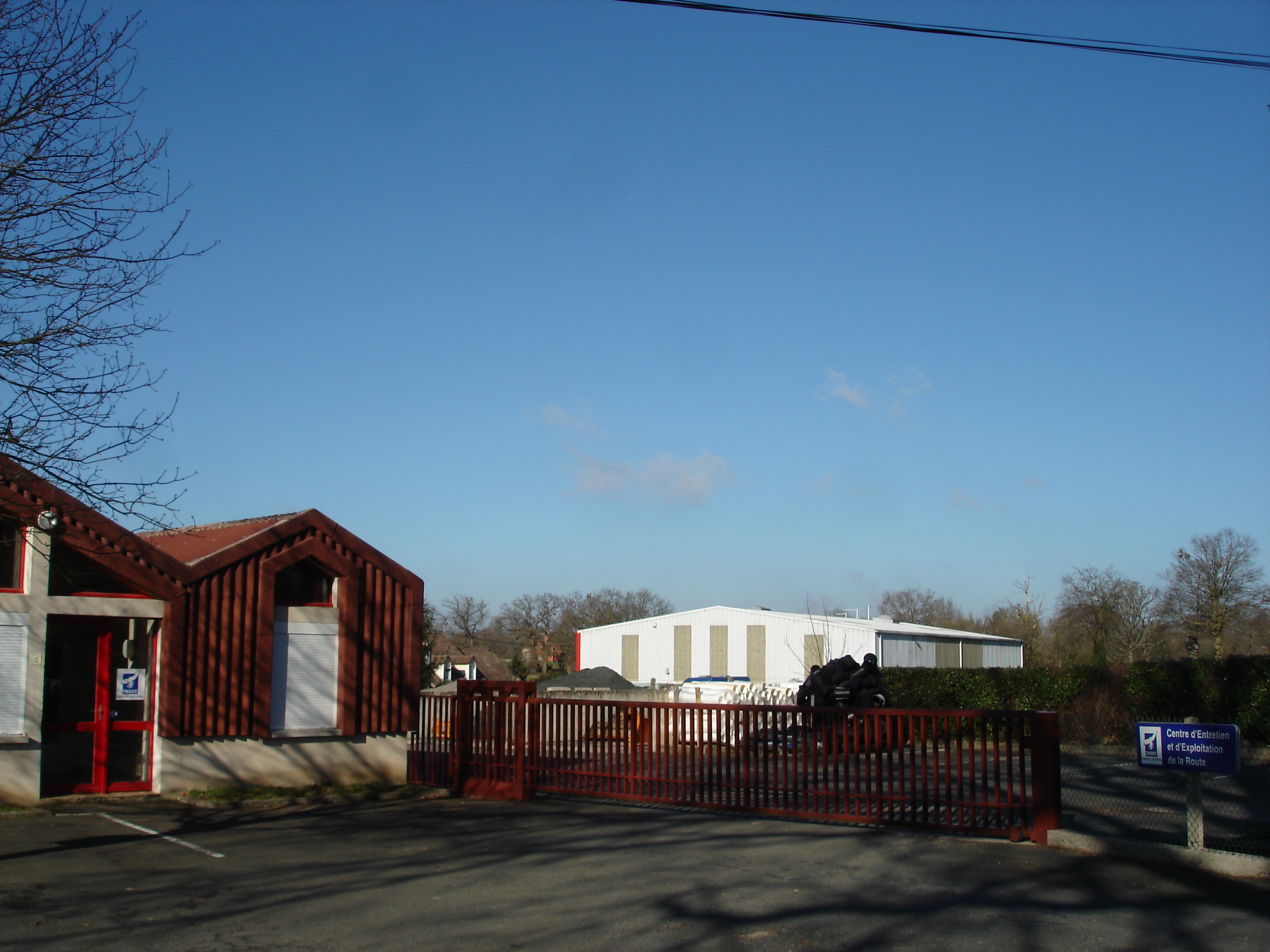
Le CEER de Sainte-Sévère-sur-Indre en 2012.

##### UT de Vatan
| Base Routière          | Types | Intitulé    | Communes    | Localisation                |
| ---------------------- | ----- | ----------- | ----------- | --------------------------- |
| Ardentes - Châteauroux | CEER  | Ardentes    | Ardentes    | 46° 44′ 47″ N, 1° 49′ 48″ E |
| Ardentes - Châteauroux | CEER  | Châteauroux | Châteauroux | 46° 48′ 55″ N, 1° 43′ 06″ E |
| Issoudun - Vatan       | CEER  | Issoudun    | Issoudun    | 46° 57′ 54″ N, 2° 00′ 17″ E |
| Issoudun - Vatan       | PA    | Vatan       | Vatan       | 47° 04′ 47″ N, 1° 48′ 49″ E |
| Écueillé - Levroux     | PA    | Écueillé    | Écueillé    | 47° 04′ 38″ N, 1° 21′ 42″ E |
| Écueillé - Levroux     | CEER  | Levroux     | Levroux     | 46° 58′ 42″ N, 1° 36′ 23″ E |
| Valençay               | CEER  | Valençay    | Valençay    | 47° 08′ 12″ N, 1° 34′ 49″ E |

### Projets et réalisations

#### Mise à 2x2 voies de la RD 920
La mise à 2x2 voies (2 800 m) de la RD 920 (rocade est de Châteauroux) fut inaugurée en octobre 2014.
Déclarés d’utilité publique le 24 août 2012, les travaux ont commencé en octobre 2012. Ils avaient été précédés par la rénovation des ponts de Bitray en 2009-2010 et l’élargissement du pont sous les voies ferrées à Bitray en 2013.
Un échangeur de type losange à lunette entre les RD 920 et 925 fut construit suivi d’une voie parallèle de 1 200 mètres pour le désenclavement des riverains et la circulation des cycles et cyclomoteurs.
Deux systèmes d’assainissement séparés ont été posés pour la plate-forme routière d'une part et pour le rétablissement des écoulements des eaux pluviales des bassins versants naturels interceptés.
Trois ouvrages d’art ont été construits.
Le chantier, d’un montant global de 15 000 000 € a été financé par le conseil départemental de l'Indre (50 %) et l’État (50 %).
Cet aménagement permet de connecter les zones d’activités (ZI de la Malterie, de la Martinerie, de Bitray et Ozans), l’aéroport, l’autoroute A 20 et l’entrée de la commune de Châteauroux.

#### Suppressions de passages à niveau
Dans le cadre de travaux SNCF sur la ligne des Aubrais - Orléans à Montauban-Ville-Bourbon, plusieurs passages à niveau ont été supprimés et remplacé par des ponts. C'est le cas pour les communes suivantes : Vigoux, Tendu, Saint-Maur, Montierchaume, Thizay, Neuvy-Pailloux, Migny et Sainte-Lizaigne,.

## Sécurité routière dans l'Indre

### Accidents

#### Corporels
Le nombre d'accidents corporels,, par années est inscrit dans le tableau ci-dessous :
| 1980 | 1981 | 1982 | 1983 | 1984 | 1985 | 1986 | 1987 | 1988 | 1989 | 1990 | 1991 | 1992 | 1993 | 1994 | 1995 | 1996 | 1997 | 1998 | 1999 | 2000 | 2001 | 2002 | 2003 |
| ---- | ---- | ---- | ---- | ---- | ---- | ---- | ---- | ---- | ---- | ---- | ---- | ---- | ---- | ---- | ---- | ---- | ---- | ---- | ---- | ---- | ---- | ---- | ---- |
| 803  | 773  | 800  | 739  | 804  | 687  | 693  | 546  | 524  | 541  | 530  | 447  | 384  | 398  | 367  | 316  | 318  | 306  | 438  | 413  | 413  | 375  | 337  | 299  |

| 2004 | 2005 | 2006 | 2007 | 2008 | 2009 | 2010 | 2011 | 2012 | 2013 | 2014 | 2015 | 2016 | 2017 | 2018 | 2019 | 2020 | 2021     |
| ---- | ---- | ---- | ---- | ---- | ---- | ---- | ---- | ---- | ---- | ---- | ---- | ---- | ---- | ---- | ---- | ---- | -------- |
| 323  | 338  | 400  | 338  | 306  | 287  | 286  | 256  | 265  | 246  | 239  | 200  | 199  | 168  | 120  | 147  | ?    | en cours |

Pour des raisons techniques, il est temporairement impossible d'afficher le graphique qui aurait dû être présenté ici.

#### Graves
Le nombre d'accidents grave,,,,,,,, par années est inscrit dans le tableau ci-dessous :
| 2010 | 2011 | 2012 | 2013 | 2014 | 2015 | 2016 | 2017 | 2018 | 2019 | 2020 | 2021     |
| ---- | ---- | ---- | ---- | ---- | ---- | ---- | ---- | ---- | ---- | ---- | -------- |
| 128  | 104  | 110  | 108  | 108  | 101  | 89   | 82   | 64   | ?    |      | en cours |

#### Mortels
Le nombre d'accidents mortels,,,,,,,, par années est inscrit dans le tableau ci-dessous :
| 2010 | 2011 | 2012 | 2013 | 2014 | 2015 | 2016 | 2017 | 2018 | 2019 | 2020 | 2021     |
| ---- | ---- | ---- | ---- | ---- | ---- | ---- | ---- | ---- | ---- | ---- | -------- |
| 19   | 13   | 17   | 21   | 21   | 12   | 18   | 18   | 11   | ?    |      | en cours |

### Blessés
Le nombre de blessées,,,,,,,, par années est inscrit dans le tableau ci-dessous :
|             | 2010 | 2011 | 2012 | 2013 | 2014 | 2015 | 2016 | 2017 | 2018 | 2019 | 2020 | 2021     |
| Légers      | 258  | 216  | 225  | 186  | 195  | 133  | 169  | 126  | 75   | ?    |      | en cours |
| Hospitalisé | 124  | 108  | 101  | 107  | 107  | 104  | 79   | 76   | 63   | ?    |      | en cours |
| Total       | 382  | 324  | 326  | 293  | 302  | 237  | 248  | 202  | 138  | ?    |      | en cours |

### Tués
Le nombre de tués,,,,,,,, par années est inscrit dans le tableau ci-dessous :
| 2010 | 2011 | 2012 | 2013 | 2014 | 2015 | 2016 | 2017 | 2018 | 2019 | 2020 | 2021     |
| ---- | ---- | ---- | ---- | ---- | ---- | ---- | ---- | ---- | ---- | ---- | -------- |
| 23   | 16   | 17   | 21   | 22   | 13   | 18   | 19   | 11   | ?    |      | en cours |